# Beauty Ngxongo
Beauty Batimbele Ngxongo (1953) es una maestra tejedora sudafricana de cestas zulúes  que han alcanzado fama internacional. Vive en Hlabisa, en la provincia de KwaZulu-Natal de Sudáfrica.

## Trayectoria
En su infancia, Ngxongo tejía felpudos y salvamanteles. En la década de 1990, una vecina le enseñó a hacer cestas de intrincados diseños con productos naturales locales (como hierbas y hojas de palma). Una cesta para contener agua tarda meses en ser hecha. En 2012 empleaba a 13 mujeres en su taller.  Encontrar compradores puede ser difícil, ya que los recipientes de plástico se consiguen muy fácilmente. Sin embargo, ha colaborado con dos diseñadores contemporáneos para crear lo que llaman el Banco Hlabisa. La forma del banco canaliza los perfiles de las colinas de Hlabisa, el pueblo donde viven Ngxongo y sus compañeras debtrabajo.
Su obra se encuentra en colecciones de museos, incluido el Museo Metropolitano de Arte, la Institución Smithsonian, el Museo de Arte Samuel P. Harn, y el Museo Fowler de la Universidad de California, Los Ángeles (UCLA).   Además, su obra forma parte de la Colección de Arte MTN, una colección de arte privada y corporativa en Johannesburgo.